# Santa Marinha e São Martinho
Santa Marinha e São Martinho (oficialmente: União das Freguesias de Santa Marinha e São Martinho) é uma freguesia portuguesa do município de Seia, com 15,08 km² de área e 1365 habitantes (censo de 2021). A sua densidade populacional é 90,5 hab./km².

## História
Foi criada aquando da reorganização administrativa de 2012/2013, resultando da agregação das antigas freguesias de Santa Marinha e São Martinho.

## Demografia
A população registada nos censos foi:
| Distribuição da População por Grupos Etários | Distribuição da População por Grupos Etários | Distribuição da População por Grupos Etários | Distribuição da População por Grupos Etários | Distribuição da População por Grupos Etários | Distribuição da População por Grupos Etários |
| -------------------------------------------- | -------------------------------------------- | -------------------------------------------- | -------------------------------------------- | -------------------------------------------- | -------------------------------------------- |
| Antes da agregação                           |                                              |                                              |                                              |                                              |                                              |
| Ano                                          | 0-14 anos                                    | 15-24 anos                                   | 25-64 anos                                   | >= 65 anos                                   | Total                                        |
| 2001                                         | 264                                          | 317                                          | 988                                          | 422                                          | 1991                                         |
| 2011                                         | 139                                          | 179                                          | 852                                          | 459                                          | 1629                                         |
| Após a agregação                             |                                              |                                              |                                              |                                              |                                              |
| Ano                                          | 0-14 anos                                    | 15-24 anos                                   | 25-64 anos                                   | >= 65 anos                                   | Total                                        |
| 2021                                         | 117                                          | 96                                           | 626                                          | 526                                          | 1365                                         |

## Equipamentos
- Escola 1º Ciclo de Santa Marinha
- Jardim de Infância de Santa Marinha
- Jardim de Infância de São Martinho